# Віктор Піцурке
Віктор Піцурке (рум. Victor Pițurcă, нар. 8 травня 1956, Ородел) — румунський футболіст, що грав на позиції нападника. Виступав за національну збірну Румунії. По завершенні ігрової кар'єри — тренер.
П'ятиразовий чемпіон Румунії. Чотириразовий володар Кубка Румунії. Володар Кубка чемпіонів УЄФА. Володар Суперкубка УЄФА. Володар Кубка Румунії (як тренер). Чемпіон Румунії (як тренер).

## Клубна кар'єра
Вихованець футбольної школи клубу «Університатя» (Крайова).
У дорослому футболі дебютував 1974 року виступами за команду клубу «Динамо Слатіна», в якій провів один сезон, взявши участь у 7 матчах чемпіонату.
Згодом з 1975 по 1983 рік грав у складі команд клубів «Університатя» (Крайова), «Пандурій», «Дробета-Турну Северин» та «Олт Скорнічешть».
Своєю грою за останню команду привернув увагу представників тренерського штабу клубу «Стяуа», до складу якого приєднався 1983 року. Відіграв за бухарестську команду наступні шість сезонів своєї ігрової кар'єри. Більшість часу, проведеного у складі «Стяуа», був основним гравцем атакувальної ланки команди. За цей час п'ять разів виборював титул чемпіона Румунії, ставав володарем Кубка чемпіонів УЄФА, володарем Суперкубка УЄФА.
Завершив професійну ігрову кар'єру у клубі «Ланс», за команду якого виступав протягом 1989—1990 років.

## Виступи за збірну
1985 року дебютував в офіційних матчах у складі національної збірної Румунії. Протягом кар'єри у національній команді, яка тривала три роки, провів у формі головної команди країни 13 матчів, забивши шість голів.
У складі збірної був учасником чемпіонату Європи 2008 року в Австрії та Швейцарії.

## Кар'єра тренера
Розпочав тренерську кар'єру невдовзі по завершенні кар'єри гравця, 1992 року, очоливши тренерський штаб клубу «Стяуа». 1996 року став головним тренером молодіжної збірної Румунії, яку тренував два роки.
Згодом протягом 1998—1999 років очолював тренерський штаб збірної Румунії. 2000 року прийняв пропозицію попрацювати у клубі «Стяуа». Залишив бухарестську команду 2002 року.
Протягом двох років, починаючи з 2002, був головним тренером команди «Стяуа». 2004 року був запрошений очолити збірну Румунії, з якою пропрацював до 2009 року.
З 2010 і по 2010 рік очолював тренерський штаб команди «Стяуа». 2011 року знову став головним тренером збірної Румунії, яку цього разу тренував три роки.
Протягом тренерської кар'єри також очолював команду клубу «Університатя» (Крайова).
Наразі останнім місцем тренерської роботи був клуб «Аль-Іттіхад», головним тренером команди якого Віктор Піцурке був з 2015 по 2016 рік.

## Досягнення

### Як гравця
- Чемпіон Румунії:

«Стяуа»: 1984-85, 1985-86, 1986-87, 1987-88, 1988-89
- Володар Кубка Румунії:

«Університатя» (Крайова): 1976-77
«Стяуа»: 1984-85, 1986-87, 1987-88, 1988-89
- Володар Кубка чемпіонів УЄФА:

«Стяуа»: 1985–1986
- Володар Суперкубка Європи:

«Стяуа»: 1986

### Як тренера
- Володар Кубка Румунії:

«Стяуа»: 1991-92
- Чемпіон Румунії:

«Стяуа»: 2000-01
- Володар Суперкубка Румунії:

«Стяуа»: 2001

### Особисті
Найкращий бомбардир чемпіонату Румунії: 1987—1988 (34 голи)